# Avenida Farrapos
La Avenida Farrapos es una avenida de la ciudad de Porto Alegre, Brasil. Es una de las principales vías radiales de la ciudad que une el centro con la zona norte y, como tal, se caracteriza por su alto nivel de tráfico. Se extiende desde el Túnel da Conçeição, en el límite del centro histórico, hasta el Aeropuerto Internacional Salgado Filho. 
La avenida, cuya propuesta estaba en consideración desde 1914, fue abierta en 1939 e inaugurada en 1940 durante la gestión del alcalde José Loureiro da Silva. Su primer nombre era "Avenida Minas Gerais". Aunque en la actualidad sufre un estado de degradación urbana, durante buen tiempo fue una de las zonas de clase alta y media de la ciudad y eso se puede apreciar en la arquitectura de sus construcciones.